# Ringsignal

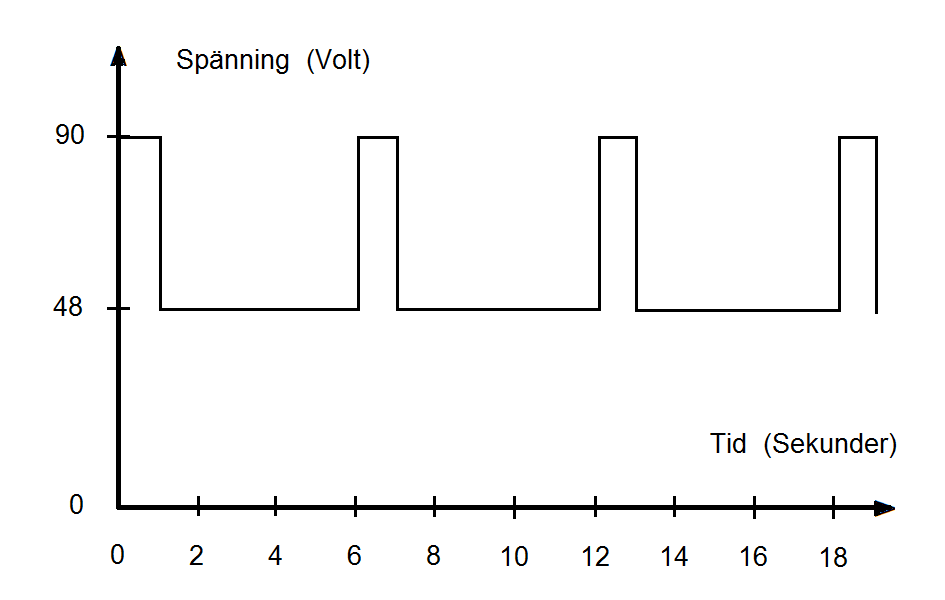
Ringsignalen på en ledig telefonlinje. Grafen visar idealiska förhållanden. Staplarna är ringsignalens tonsignaldel och mellan staplarna är uppehållsdelen.

Ringsignal kommer av ringa (svenskt ord, med betydelse klinga eller ljuda) och signum (latinskt ord, med betydelse tecken eller beteckning).
Man ger en ringsignal för att uppmärksamma eller varsebli, någon annan eller något annat, om någonting. En ringsignal uppträder mest i akustisk, elektronisk, eller optisk form. Gemensamt för dessa former är att ringsignalen nästan bara är periodisk. Orsaken är att man så lätt som möjligt ska kunna känna igen ringsignalen.

## Akustisk form
Ett exempel är handringklockan som skolfröken använde förr i skolan.

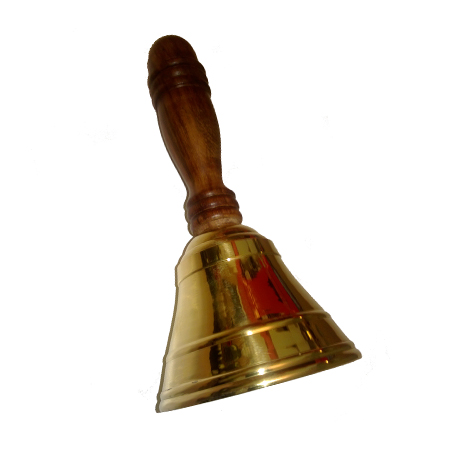
Handklocka som är av mässing och trähandtag.

## Elektronisk form
Finns i två varianter:
- Likströmmen till en elektrisk ringklocka. Ringklockan är en likspänningsringklocka.
- Växelströmmen till en elektrisk ringklocka. Ringklockan är en växelspänningsringklocka.

## Optisk form
Finns bara för att förstärka uppfattningen av en ringsignal på telenätet. På en ledig telefonlinje detekteras ringsignalen av ett ringsignalsrelä (telefonrelä). Reläet är en elektronisk apparat som kopplar in ström till en glödlampa. Antingen lyser lampan med fast sken eller lyser lampan i takt med ringsignalen. När telelinjen blir upptagen, släcks lampan meddetsamma.

## Svenska telenätet
Ringsignalen är en växelspänning som är sinusformad. Den har nominell spänning AC 76 volt och en frekvens av 25 Hertz. Själva tonsignaltiden av ringsignalen är mellan 1 sekund och 1,5 sekunder. Periodtiden är 6 eller 10 sekunder lång. Telenätets ringsignal genereras av en ringsignalgenerator som oftast är på telestationen.